# 清水順子
清水 順子（しみず じゅんこ）は、日本の経済学者。専門は、国際金融・通貨制度。学習院大学教授。財務省財務総合政策研究所特別研究官。元年金積立金管理運用独立行政法人運用委員長代理。
一橋大学経済学部野口悠紀雄ゼミ出身。早稲田祐美子元日本弁護士連合会副会長は大学時代からの知り合い。2004年一橋大学大学院商学研究科博士課程修了、論文「東アジア諸国における為替変動と国際資本フロー 」により、審査員釜江廣志、三隅隆司、小西大で、博士（商学）の学位を取得。2019年日経・経済図書文化賞受賞。

## 経歴
- 1982年 一橋大学経済学部卒業[5]（野口悠紀雄ゼミ）[2]
- 1982年 - 1984年  チェース・マンハッタン銀行[5]
- 1984年 - 1987年  日本興業銀行(London支店/本店)[5]
- 1987年 - 1992年  Security Pacific National Bank（東京支店/London支店）[5]
- 1992年 - 1994年  バンク・オブ・アメリカ International, London Branch[5]
- 1994年 - 1995年  モルガン・スタンレー銀行　東京支店[5]
- 1996年 - 2000年  東京大学先端科学技術研究センター　野口悠紀雄研究室　協力研究員
- 2004年 一橋大学大学院商学研究科博士課程修了、博士（商学）[5]
- 2004年 - 2005年  一橋大学大学院商学研究科 助手[5]
- 2005年 - 2006年  一橋大学経済研究所COE研究員
- 2006年 - 2008年  明海大学経済学部 准教授[5]
- 2008年 - 2012年  専修大学商学部 准教授[5]
- 2012年   -　学習院大学経済学部経済学科 教授[6][5]
- 2016年  -   2017年  年金積立金管理運用独立行政法人運用委員会委員長代理[7]
- 2019年  -   2023年  東京海上日動あんしん生命保険監査役[8]
- 2021年  - 2023年  財務省関税・外国為替等審議会会長[9]
- 2023年 - 東京海上ホールディングス監査役[10]

## 主な所属学会
- 生活経済学会
- 日本経済学会
- 国際経済学会
- 日本金融学会

## 著書
- 『経済学者に聞いたら、ニュースの本当のところが見えてきた』日本経済新聞社、2013年
- 『グローバル・インバランスと国際通貨体制』東洋経済新報社、2013年。
- 『国際的マネーフローの研究：世界金融危機をもたらした構造的課題』中央経済社、2012年。
- 『経済政策分析のフロンティア 第３巻 グローバル化と国際経済戦略』日本評論社、2011年。
- 『東アジア通貨バスケットの経済分析』東洋経済新報社、2007年。